# Laetoli
Laetoli, vroeger Laetolil, is een archeologische site in het noorden van Tanzania, 45 kilometer ten zuiden van de Olduvaikloof. De site is vooral bekend vanwege de voetafdrukken in versteende vulkanische as die in 1978 door Mary Leakey werden opgegraven. Dit zijn de oudste sporenfossielen van bipedie door Hominini, met Australopithecus afarensis als meest waarschijnlijke kandidaat.

## Vroeg onderzoek
De site werd in 1935 voor het eerst onderzocht door Louis Leakey. Deze was met zijn team bezig met opgravingen in de Olduvaikloof toen hij door de lokale Sanimu – half Kikuyu, half Masai – werd gewezen op de locatie bij de berg Lemagrut. Er werden verschillende fossielen van zoogdieren gevonden, waaronder een menselijke linkeronderhoektand. Leakey dacht echter dat dit exemplaar afkomstig was van een aap van de Oude Wereld en keerde terug naar Olduvai. In 1979 werd de hoektand door Tim White alsnog geïdentificeerd als van Australopithecus afarensis.
Ludwig Kohl-Larsen deed uitvoerig onderzoek in 1938-39 en vond daarbij drie fossielen van hominini die door Hans Weinert later als Meganthropus africanus benoemd werden, maar uiteindelijk bij Au. afarensis werden ondergebracht.
In 1959 was er een nieuwe opgraving waar echter geen resten van Hominini gevonden werden. Tijdens opgravingen in 1974 was dit wel het geval, wat de interesse van Mary Leakey opwekte. Zij keerde in 1974 terug naar Laetoli en een medewerker van haar, Maundu Muluila, ontdekte een hominine onderkaak die aangeduid zou worden als Laetoli Hominid 4 (LH 4).
In 1976 vond Edward Kandini LH 18, een schedel van Homo sapiens van 120.000 ±30.000 BP. Er werden daarna nog wat resten van Hominini gevonden tot op 25 juli in tufsteen versteende voetsporen werden gevonden van verschillende dieren.
Ondertussen waren Donald Johanson en Tim White tot de conclusie gekomen dat de verschillende Hominini die gevonden waren in Laetoli en Hadar in de Afardriehoek (L/H) geen verschillende soorten Homo waren, maar een enkele oudere soort waarbij de verschillen in grootte verklaard werden door seksuele dimorfie veroorzaakt door seksuele competitie tussen mannetjes. LH 4 werd door hen in 1978 aangeduid als het holotype van de nieuwe soort Australopithecus afarensis.

## Voetafdrukken

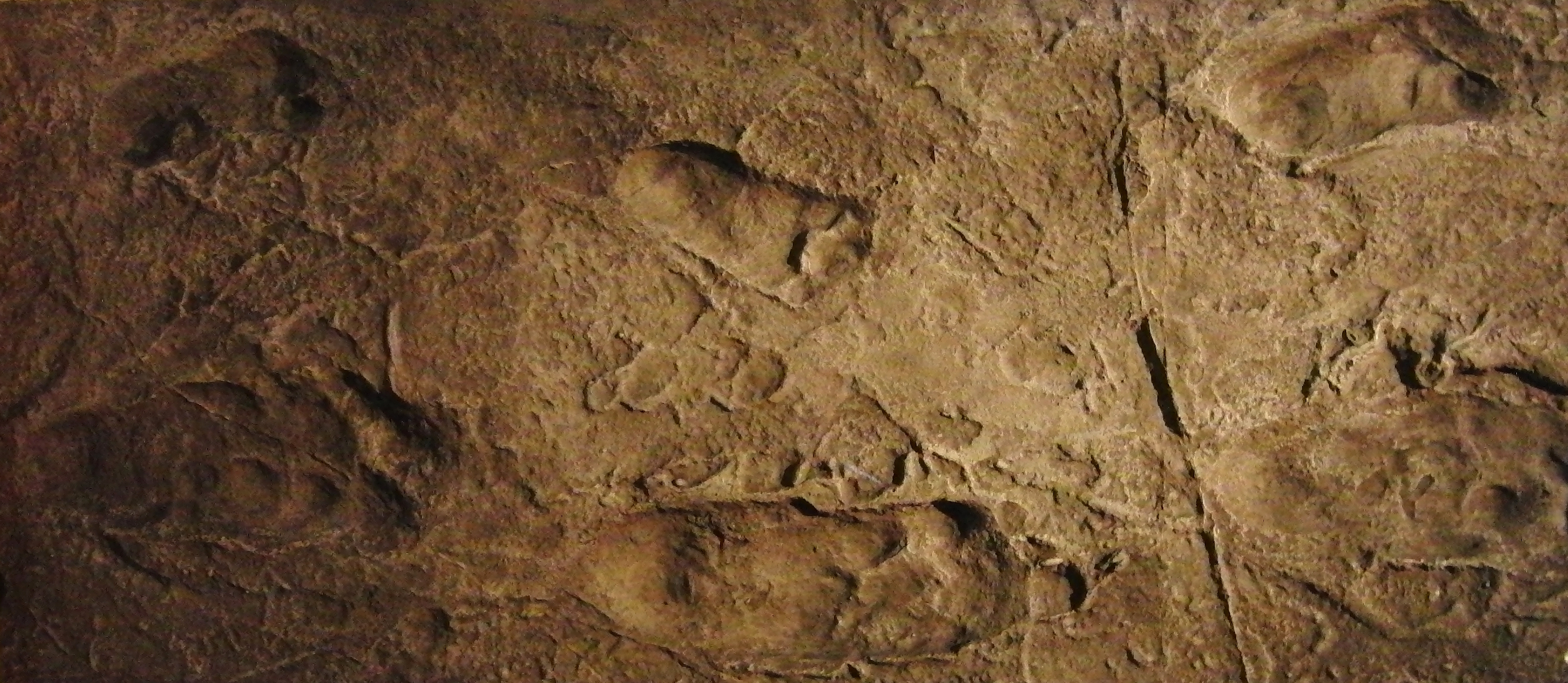
Replica van de voetsporen

Nadat in 1976 de dierensporen waren ontdekt, volgde verder onderzoek door het team van Leakey en op 27 juli 1978 vond Paul Irving Abell voetsporen van wat leek hominini. Bij site A werden vijf sporen over een lengte van anderhalve meter gevonden, maar het was vooral site G die van belang was met twee sporen over een lengte van 23,5 meter, een spoor met 22 en de andere met 12 afdrukken. In 1979 beschreven Leakey en Richard Hay de vondst en kwamen tot de conclusie dat er duidelijk sprake was van bipedie. Aangezien de sporen 3,6 miljoen jaar oud waren, ging bipedie daarmee vooraf aan vergroting van het hersenvolume.
Sinds de vondst zijn er verschillende debatten geweest over mogelijke interpretaties. Een daarvan betreft de vraag van welke Hominini de sporen zijn. Mary Leakey kon zich niet vinden in de Au. afarensis die Johanson en White in 1979 hadden gedefinieerd. In die publicatie hadden zij de sporen nog niet genoemd, omdat Leakey haar bevindingen nog niet had gepubliceerd. In 1980 schreef White de afdrukken echter toe aan de Au. afarensis. Die conclusie werd echter niet door iedereen gedeeld. Russell Tuttle stelde dat de voetbotten van de fossielen in Hadar te gebogen en langwerpig waren om in de afdrukken te passen. Australopithecus afarensis wordt echter gezien als de meest waarschijnlijke kandidaat.

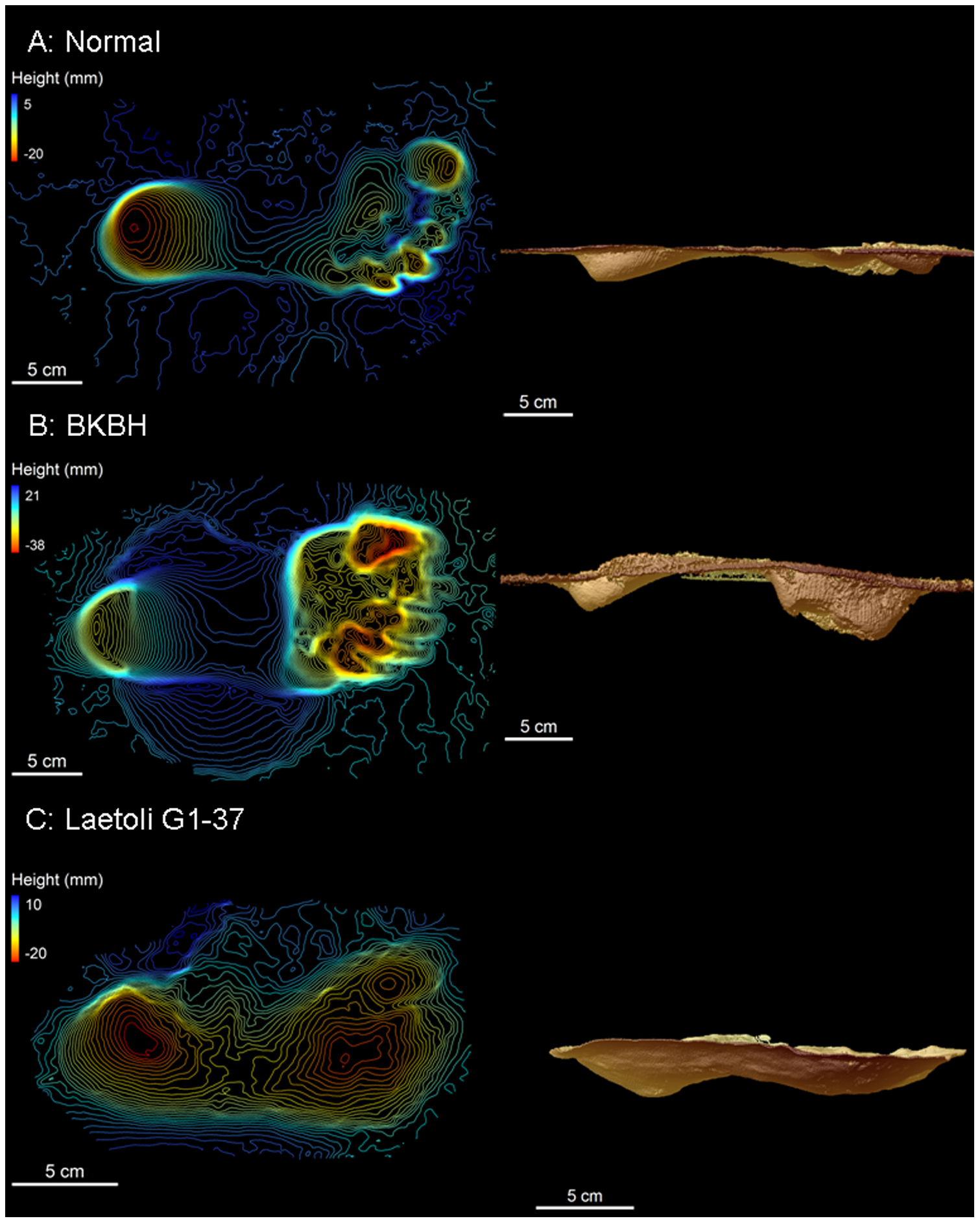
Verschillende gangen vergeleken:
A. menselijke gang met gestrekt been
B. BKBH-gang
C. gang van Laetoli

Een andere discussie betreft de gang van de Hominini. De vraag is daarbij of de gang meer lijkt op de gebogen knie en gebogen heup (bent-knee, bent-hip, BKBH) van de chimpansee of het efficiëntere gestrekte been van de mens. Ook daarover zijn verschillende interpretaties. David Raichlen et al. kwamen in 2010 tot de conclusie dat gang van de Hominini meer de efficiëntere menselijke gang had.
Waar aanvankelijk werd gedacht dat er sprake was van twee sporen, G1 en G2, is sindsdien ook geopperd dat er sprake is van een derde spoor, G3. Dit kleinere individu zou in het spoor van G2 zijn meegelopen.
Lange tijd werd gedacht dat het vulkanische as afkomstig was van de 20 kilometer oostelijker gelegen vulkaan Sadiman. Uit nader geologisch, mineralogisch
en geochemisch onderzoek is echter gebleken dat het onwaarschijnlijk is dat Sadiman de bron is van de meliliet nefeliniet tufsteen van Laetoli.

### Site S

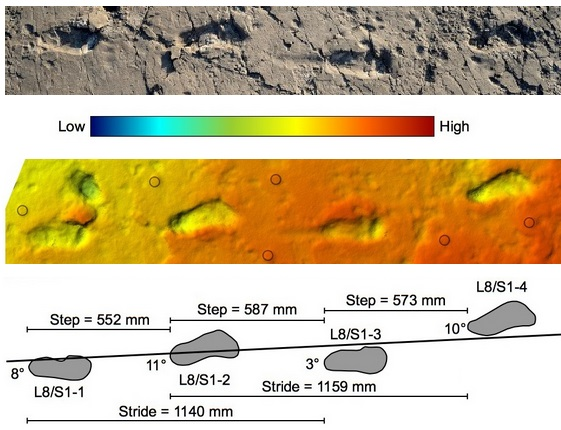
Voetsporen bij site S die in 2015 onderzocht zijn

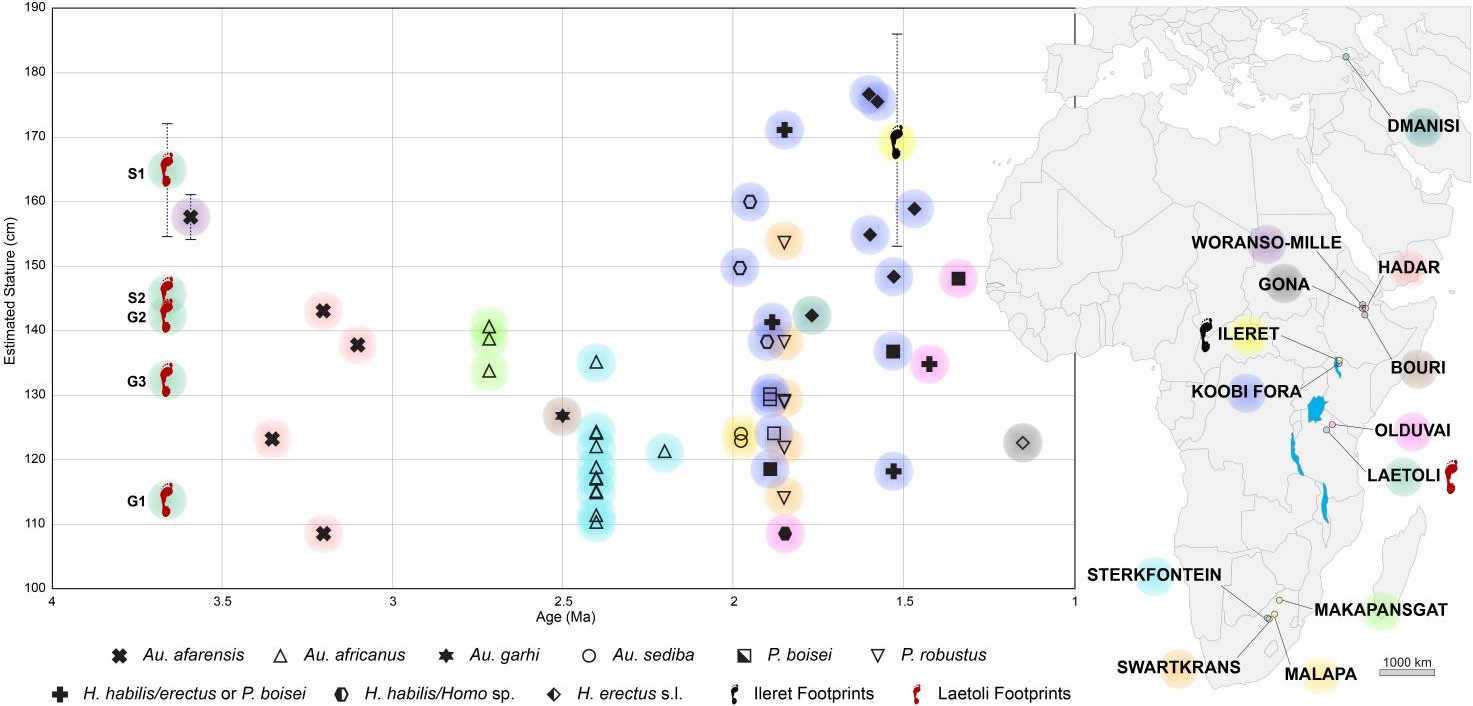
De grootte van de hominini van Laetoli in vergelijking met andere hominini

Zo'n 150 meter zuidelijk van site G werden in 2015 bij site S ook afdrukken van Hominini gevonden. Dit zijn twee sporen van individuen, S1 en S2, die in dezelfde richting liepen als die van site G en ook mogelijk bij die sporen horen. Een van de twee is met een geschatte lengte van 1,65 m wel aanmerkelijk groter dan tot dan toe bekend voor Au. afarensis en beide zijn groter dan de individuen van site G. S1 is ruim twintig centimeter groter dan G2. Afgezien van de grootte vertonen de afdrukken van S1 grote gelijkenis met die van G2, het grotere individu van site G. De bevindingen ondersteunen het idee dat Au. afarensis gekenmerkt wordt door seksuele dimorfie met verschillen in grootte. S1 zou een man zijn, G2 en S2 vrouwen en G1 en G3 kleinere vrouwen of kinderen.

### Bescherming site G
Na afronding van het onderzoek in 1979 werden de sporen van site G afgedekt met rivierzand om de sporen zo te beschermen tegen erosie. Er groeiden daarna echter acacia's die in 1985 een hoogte hadden bereikt van twee meter. Er ontstonden zorgen of de wortels daarvan de sporen niet zouden beschadigen en in 1992 nodigde de overheid van Tanzania het Getty Conservation Institute (CGI) uit voor een conserveringsproject. Het Ministerie van Oudheden liet een stuk van drie bij drie meter uitgraven, waaruit bleek dat de wortels inderdaad enige schade hadden aangericht. In 1994 werd begonnen met het project waarbij bermen werden aangelegd om erosie door regenwater te verminderen en de acacia's weg werden gehaald. In 1995 werd begonnen met het opgraven, conserveren, in kaart brengen en bestuderen en opnieuw begraven van de zuidelijke tien meter. Het jaar daarop volgde de overige twintig meter. In 2008 volgde een presidentieel besluit om site G opnieuw te openen, wat in 2011 begon met 3,5 meter van het zuidelijke deel.